# Huambocistikola
Huambocistikola (Cisticola bailunduensis) är en fågelart i familjen cistikolor inom ordningen tättingar.

## Utbredning och systematik
Fågeln förekommer enbart i västra Angola. Den kategoriserades tidigare som underart till långstjärtad cistikola (C. aberrans), men urskiljs sedan 2016 som egen art av Birdlife International och IUCN, sedan 2024 även av IOC.

## Status
Den kategoriseras av IUCN som livskraftig.